# Магічні речі світу Гаррі Поттера
Нижче наведено список магічних предметів, які використовуються у вигаданому всесвіті Гаррі Поттера в оригінальній серії книг, а також в адаптованій серії фільмів.

## Чарівна паличка

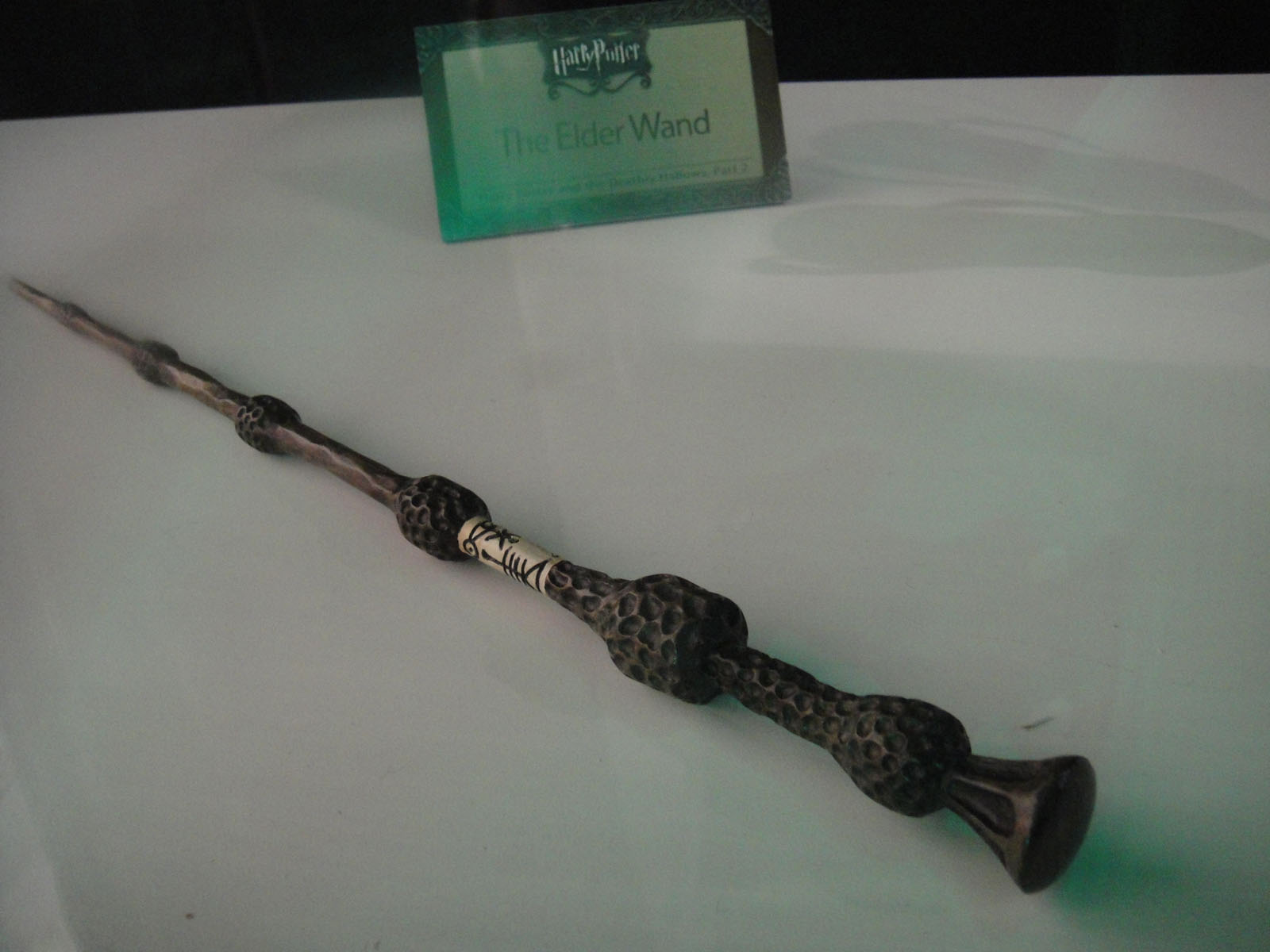

Чарівна паличка — невелика паличка з деревини, що володіє чарівними властивостями. Перетворює характерні рухи та слова на магічні закляття, які чинять магічний вплив на дійсність. Використовується для заклинань та помішування настійок. Палички відрізняються довжиною, матеріалом (бузина, верба, тис, клен, слоняча кістка, виноградна лоза, червоне дерево, дуб, бук, падуб та інші) та серцевиною (волосина із хвоста єдинорога, сердечна жила дракона, перо фенікса, волосина віїли).
Чарівник отримує паличку в 11 років, при цьому паличка вибирає його, і зовсім не навпаки. Як правило, паличка, що вибрала свого господаря, залишається з ним на все життя. Користуватися чужою чарівною паличкою можна, але при цьому результати будуть набагато гірші, ніж у випадку користування власною.
Між паличками, серцевини яких — споріднені, існує зв'язок. У разі дуелі між чарівними паличками, паличка-переможниця конфлікту може витягнути з переможеної палички образи заклинань, які раніше були здійснені нею, у зворотному порядку. Цей ефект називається (Пріорі-інкантатем). Так відбулося між паличками Гаррі Поттера і Волдеморта на четвертому році навчання хлопця у Гоґвортсі.

## Дзеркала

### Дзеркало Яцрес
Дзеркало Яцрес — магічне дзеркало, на яке на першому курсі навчання випадково натрапив Гаррі Поттер, ховаючись вночі від Філча і Снейпа: "це було велике — заввишки аж до стелі — дзеркало в пишно оздобленій золотій рамі й на двох пазуристих ніжках. Угорі був вирізьблений напис: «ЯЦРЕС ОГОВТ ЯННАЖАБ А УЖАКОП ІБОТ ЯЧЧИЛБО ЕН Я». Напис — це перевернуті задом на перед слова «Я не обличчя тобі покажу, а бажання твого серця». (При перекладі книги дану гру слів збережено).
Відіграє важливу роль у розвитку сюжету першої книги пригод про Гаррі Поттера. У подальших книгах зустрічається лише згадка про цей предмет.
Дзеркало названо так через те, що зазирнувши у нього, можна побачити бажання свого серця («Яцрес» — «серця» навпаки)
Наприклад, Рон Візлі побачив у дзеркалі себе в ролі найкращого учня школи, старости, капітана команди з квідичу та власника кубку гуртожитків та кубку з квідичу. Він був вихідцем з багатодітної сім'ї, і його найбільшою мрією було перевершити усіх своїх братів. Саме тому він бачить себе у дзеркалі з досягненнями усіх своїх братів. Гаррі Поттер побачив свою родину, яку втратив у ранньому дитинстві. Він сирота, який ніколи не знав своєї справжньої родини, тому його найбільшою, найзаповітнішою мрією було мати і знати свою справжню родину.
За словами директора Гоґвортсу Дамблдора, дзеркало показує «найглибше, найсокровенніше бажання нашого серця — не більше й не менше… Проте це дзеркало не дасть нікому ні знань, ні правди. Траплялося, люди вмирали біля нього, заворожені побаченим, або божеволіли, не знаючи, чи все це реально збудеться, чи ні» (Гаррі Поттер і філософський камінь). Сам Дамблдор розповідав Гаррі, що бачив себе із парою шкарпеток в руках у дзеркалі Яцрес, хоча, ймовірно, насправді — поруч зі своєю родиною, оскільки в останній книжці згадував, що нерозумно повівся з ними в молоді роки, тому хотів би перепросити у них за це.
Директор Дамблдор заховав у дзеркало Яцрес філософський камінь так, щоб його міг дістати лише той, хто хотів знайти магічний предмет, а не скористатись ним (сам професор визнавав це одною з найкращих своїх вигадок). Тому здобути філософський камінь вдалося Гаррі Поттеру, що таким чином знищив професора Квірела і змусив два роки переховуватись Лорда Волдеморта (Відомо-Кого).
У шостій книзі Дзеркало Яцрес було перенесено у Кімнату Захованих Речей, а у сьомій книзі після Зложару Вінсента Креба відповідно навічно утрачене.

## Мітли

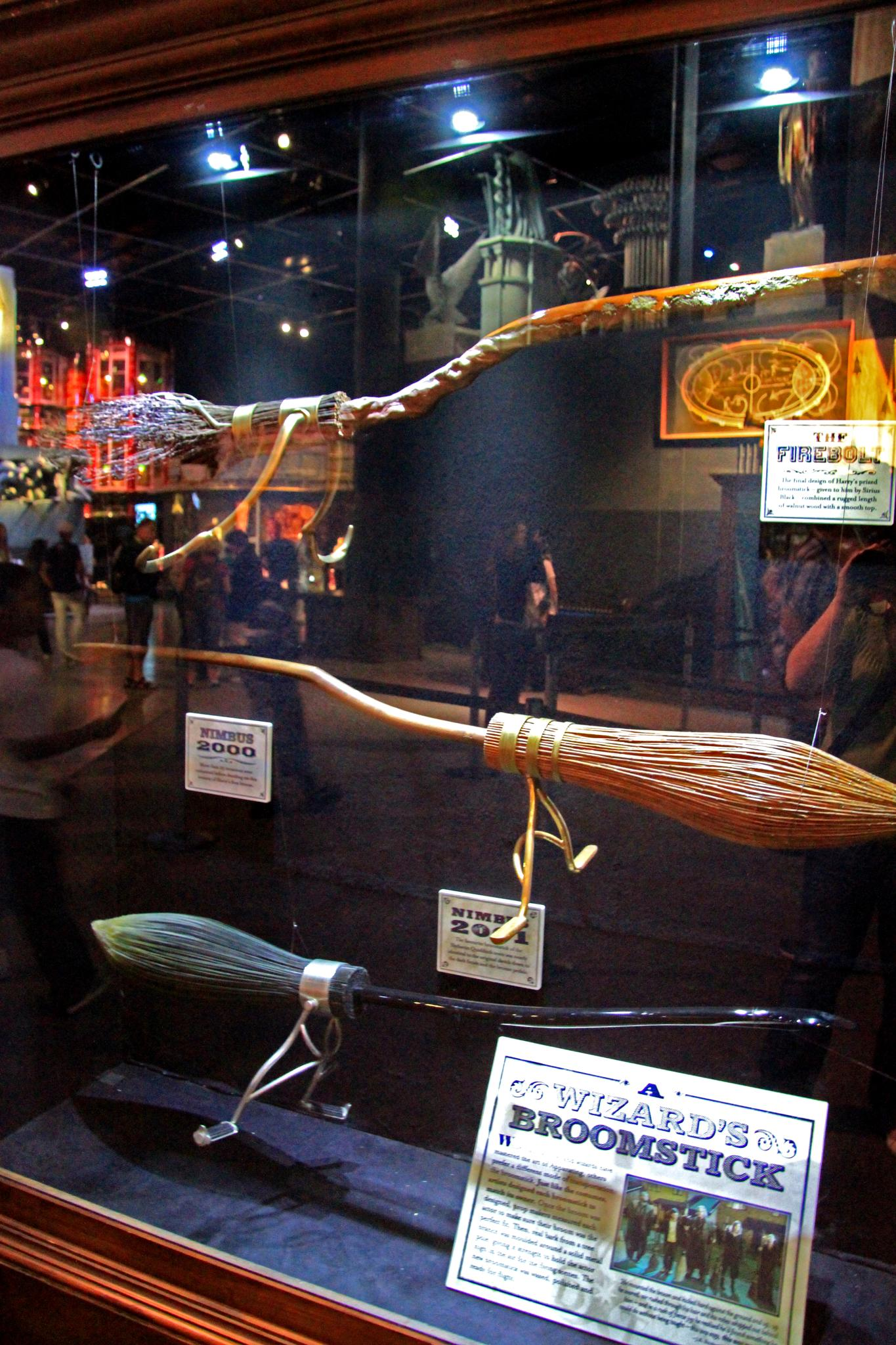

### Метеор
Стара мітла. В романах така мітла належала Рону Візлі. Всупереч своїй назві мітла Рона Візлі була дуже повільною, чому свідчить цитата із книги: «А Ронів старий Метеор іноді обганяли навіть метелики».

### Срібна стріла
Стара мітла, досить гарна. Більше не випускається. В романах дві такі мітли належали Блюзнюкам Фреду і Джорджу Візлі.

### Комета 260
Дуже стара і повільна мітла. В романах належала Рону Візлі.

### Німбус 2000
Німбус 2000 (1991р) — швидкісна мітла, найкраща на той час. Власником цієї марки мітли був Гаррі Поттер.

### Німбус 2001
Німбус 2001 (1992р) — швидкісна мітла чорного кольору. Схожа на Німбус 2000, але швидша, тому є його удосконаленою версією. В романах така мітла належала Драко Малфою і всій слизеринській квідичній команді.

### Вогнеблискавка
У третій книжці про Гаррі Поттера («Гаррі Поттер і в'язень Азкабану») — найсучасніша спортивна мітла. Першокласний обтічний ясеновий держак, покритий найтривкішим лаком і вигравіюваним персональним реєстраційним номером. Кожен березовий прутик на хвості мітли був ретельно дібраний і пройшов аеродинамічні випробування. Це забезпечило «Вогнеблискавці» неперевершену рівновагу і неймовірну точність. «Вогнеблискавка» розганяється до 240 кілометрів за 10 секунд. У мітлу вмонтовано незламне гальмівне заклинання.

## Ігри

### Квідич
Основна стаття: Квідич

### Вибухові карти
Вибухові карти — це магічна гра, яка нічим не відрізняється від маґлівських картярських ігор. Проте карти зачаровані і можуть вибухнути у будь-який момент партії. Придбати їх
можна у крамниці «Зонко» або в крамницях на алеї Діаґон.

### Чарівні шахи

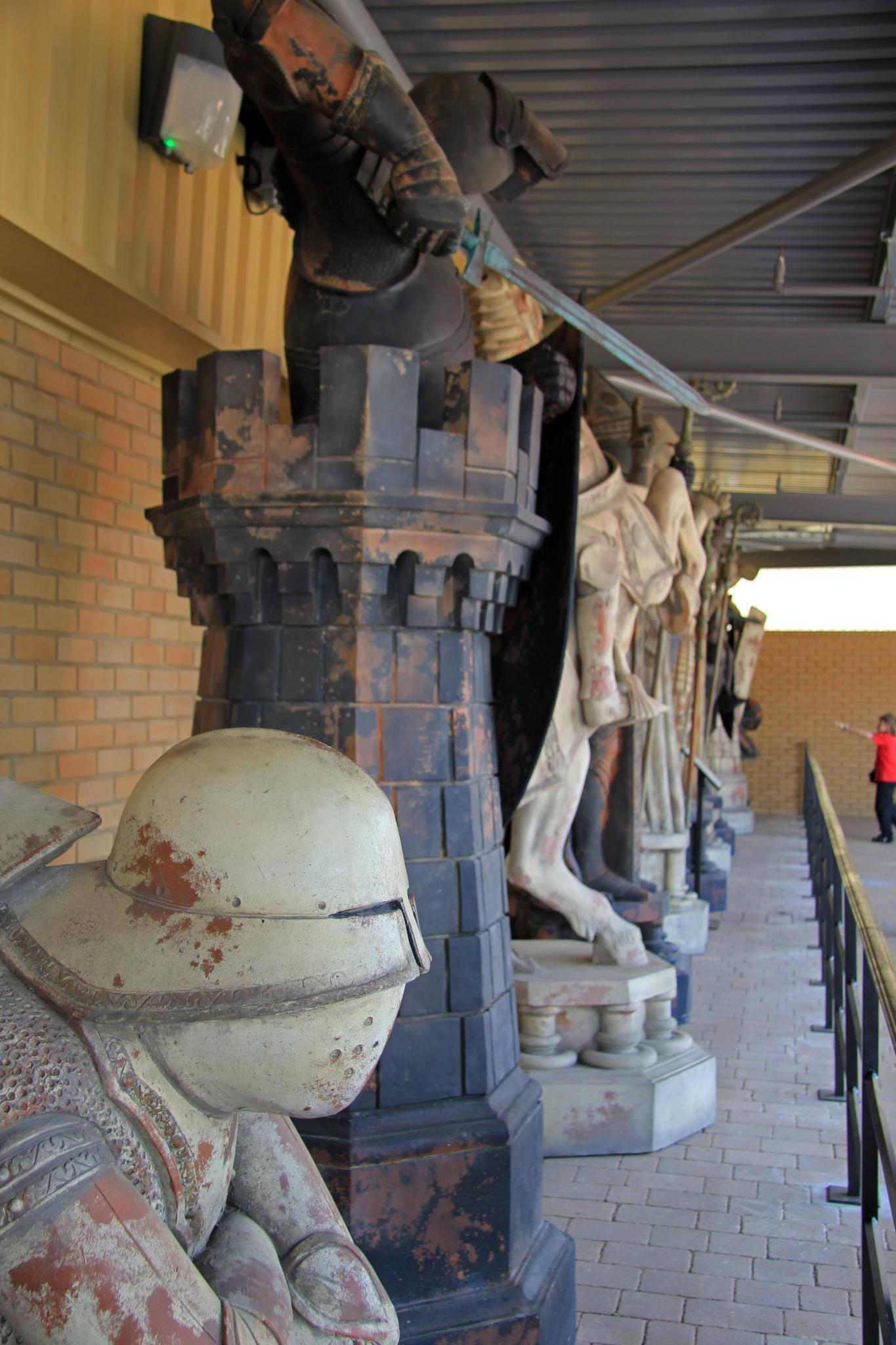

Чарівні шахи — шахи, що відрізняються від звичайних тим, що фігури поводяться, як живі. Шахіст лише вказує фігурам, куди треба ходити, а фігури у свою чергу користуються зброєю по першому призначенню (в основному, холодна зброя). Якщо фігури ворожі, вони можуть вередувати, збивати з пантелику і давати шкідливі поради. Вперше згадуються в книзі «Гаррі Поттер і філософський камінь».
Наприкінці першої частини («Гаррі Поттер і філософський камінь») Гаррі, Рону і Герміоні довелося зіграти в гігантські Чарівні шахи (охоронне заклинання професорки Макґонеґел), причому в ролі шахових фігур: Гаррі грав за слона, Герміона — за туру, а Рон — за коня. Рон, Гаррі і Герміона грали за чорних, самі Шахи — за білих. У процесі гри Рону довелося підставити себе під удар білому ферзю, щоб Гаррі зміг поставити мат білому королю.

## Інші предмети

### Плащ-невидимка
Основна стаття:Плащ-невидимка
Плащ Невидимка — це плащ, який допомагав тому, хто його одягне ставати невидимим. Цей плащ є одною з трьох Смертельних Реліквій. Раніше плащ належав Джеймсу Поттеру, але в момент його смерті він тимчасово перебував у Дамблдора, тому й не зміг допомогти своєму власнику.

Плащ отримав Гаррі Поттер у подарунок на Різдво від Дамблдора. Сам директор не підписався, а тільки залишив записку, у котрій пояснювалося: «Твій батько залишив його мені перед смертю. Користуйся ним з розумом». Плащ невидимка не раз виручав Гаррі та його друзів з біди.

### Карта Мародера

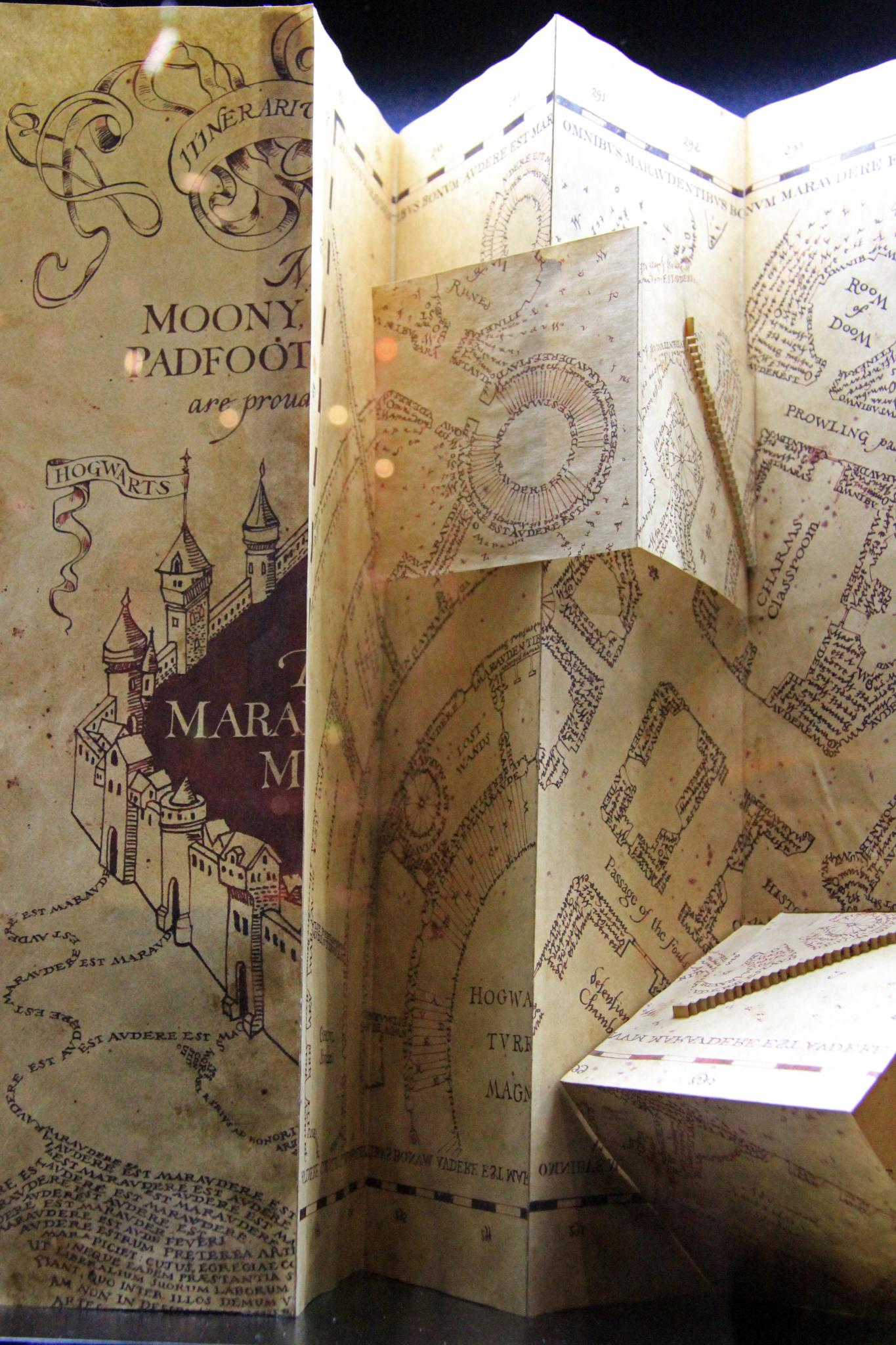

Карта мародера — це незвичайна Карта Гоґвортсу. Її творцями є Ремус Люпин, Сіріус Блек, Джеймс Поттер, Пітер Петіґру.
Ця карта показує розташування кожної живої істоти, що є у Гоґвортсі, її точне місце перебування.
Карта показує і тих, хто ховається під плащем невидимкою. Також вона показує справжнє ім'я людини, яка набула вигляду іншої людини (багатозільна настійка).
Щоб відкрити карту протрібно сказати :

«Урочисто присягаю не затівати нічого доброго.»

Тоді на карті з'явиться напис, зроблений авторами:

«Панове Муні, Червохвіст, Гультяй, Золоторіг,

що надають допомогу чарівникам-бешкетникам,

мають честь презентувати

КАРТУ МАРОДЕРА»

Для того щоб карта знову стала звичайним шматком пергаменту потрібно промовити:

Шкоди заподіяно!
Цю карту Гаррі Поттер отримав від близнюків Фреда і Джорджа Візлів у третій частині поттеріани.
Вона неодноразово виручала Гаррі. Карта Мародера не є досконалою картою Гоґвортсу, на ній відтворені лише ті місця Гоґвортсу, які були відомі Ремусу Люпину, Сіріусу Блеку, Джеймсу Поттеру і Пітеру Петіґру. Наприклад Таємна Кімната і Кімната-на-Вимогу на карті Мародера не позначені.

### Горокракс

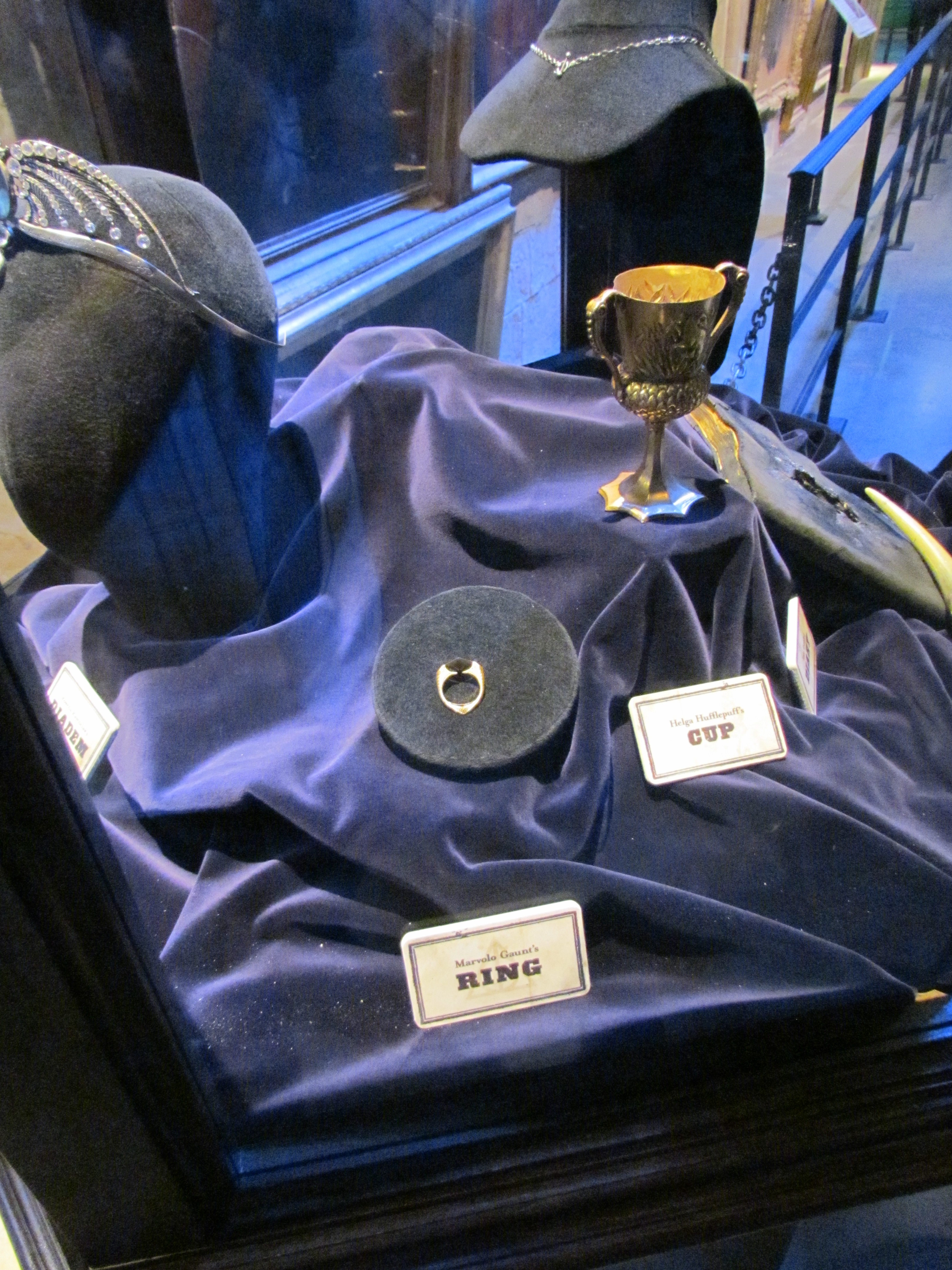

Горокракси — спеціальні магічні предмети світу Гаррі Поттера. Вони створються за допомогою чорної магії і служать для зберігання частинки душі окремо від господаря. Для того, щоб створити горокракс, потрібно скоїти вбивство.
Горокракси Лорда Волдеморта:
Перший горокракс — Щоденник Тома Редла — Гаррі знищив отруйним зубом Василіска.
Другий горокракс — Перстень Ярволода Гонта — Дамблдор знищив мечем Годрика Грифіндора (він всмоктав у себе отруту Василіска, коли Гаррі Поттер проштрикнув ним піднебіння Василіска).
Третій горокракс — Чашу Гельги Гафелпаф — знищила Герміона Грейнджер у Таємній Кімнаті.
Четвертий горокракс — Медальйон Салазара Слизерина — розрубав на дві половини Рон Візлі мечем Годрика Грифіндора.
П'ятий горокракс — Діадему Ровіни Рейвенклов було знищено закляттям Вінсента Креба, яке викликало незаймане та неконтрольване вогнище, що перетворювалося на різних тварин (яструбів, змій, химер та драконів). На думку Герміони це був « зложар». Він знищив Діадему. Коли Гаррі зняв її з руки, вона була почорніла від сажі та з неї крапало щось схоже на кров, темне і смолисте. Потім вона шалено затряслася і розсипалася на очах.
Шостий горокракс — Гаррі Поттер — не був запланованим горокраксом, а став ним випадково. Коли Волдеморт вбив Лілі і Джеймса Поттерів та поцілив заклинанням, воно зрикошетило і відбилося на нього самого, відколовши маленький шматочок душі, що зачепився за єдину душу поблизу. Горокракс знищив сам Волдеморт, у сьомій книзі « Гаррі Поттер і Смертельні Реліквії» він наслав на Гаррі непрощене закляття «Авада Кедавра», що вбило шостий горокракс (частинку душі, яка була у Гаррі).
Сьомий горокракс — змію Наджіні — вбив мечем Годрика Грифіндора Невіл Лонгботом.
Назва походить від слів «horror» — жах та «Crux» — хрест. Горокракс не можливо знищити звичайними методами. Для його знищення потрібно використати сильну магічну зброю, щоб горокракс не зміг відновитись. У книгах Джоан Роулінг описано 7 горокраксів, які створив Лорд Волдеморт.

### Летиключ

Летиключ, за допомогою якого Гаррі потрапив на Кубок світу з квідичу

Летиклю́ч — магічний предмет, який використовується для того щоб перенести чарівника (групу чарівників) з одного місця в інше в заздалегідь зазначений час. Для створення порталів використовується закляття «Portus» (Летус). По всій Англії за наказом Міністерства магії розміщено 200 летиключів. Летиключі виглядають як звичайні предмети, але такі, щоб маґлам не хотілось їх торкатись (порвані черевики тощо). Усі летиключі розміщаються з дозволу Міністерства магії, виготовлення летиключа без дозволу карається законом. У Міністерстві магії існує «Відділ Магічного Транспорту» який контролює використання летиключів.

Згадка летиключів у книгах:

Гаррі Поттер і келих вогню:
- Перша згадка про летиключ
- За допомогою летиключів чарівники потрапляли на Кубок Світу з Квідичу
- Летиключем був кубок трьох чарівників, котрий здобули Гаррі та Седрик

Гаррі Поттер і Орден фенікса:
- Дамблдор створює летиключ для того щоб відправити родину Візлів додому під час нападу на містера Візлі.
- Дамблдор створює летиключ аби відправити Гаррі та його друзів до школи.

Гаррі Поттер і смертельні реліквії:
- Для транспортування всіх, хто допомагав Гаррі, щоб покинути сховок у Дурслів та дістатися місця призначення.

### Сито спогадів
Сито спогадів (англ. Pensieve) — це кам'яна чаша, яку використовують для перегляду спогадів. Вкрите містичними рунами, воно містить спогади, фізична форма яких не є ні газом, ні рідиною. Відьма або чаклун може витягти свої або чужі спогади, зберегти їх у Ситі і переглянути пізніше. Це також розвантажує розум, коли він стає перевантаженим інформацією. Будь-хто може переглянути спогади в Сито спогадів, що також дозволяє споглядачам повністю зануритися у спогади, що зберігаються в ньому, подібно до магічної форми віртуальної реальності.
Людина бачить спогади з точки зору третьої особи, навіть якщо це її власні спогади. Джоан Роулінг підтвердила, що спогади в Ситі спогадів дозволяють людині побачити деталі подій, навіть якщо вона їх не помітила або не запам'ятала, і заявила, що «в цьому і є магія Сита спогадів, в тому, що робить його живим». Спогади, що містяться в Ситі, мають вигляд срібних ниток. Спогади, які погіршилися через вік, або якими сильно маніпулювали чи фальсифікували, щоб змінити перспективу (як у випадку зі Слизорогом), можуть виглядати густими і желеподібними, а їхнє зображення при перегляді може бути затуманеним. Спогади не обмежуються лише людськими, оскільки домовик Хокі також дав Дамблдору свій спогад. Востаннє Сито спогадів з'являється у «Смертельних реліквіях», коли Гаррі використовує його, щоб дізнатися правду про Снейпа.
У четвертому фільмі Сито спогадів в кабінеті Дамблдора відповідає опису, наведеному в романі. Однак у шостому і восьмому фільмах він виглядає як неглибока металева тарілка, що плаває в повітрі і наповнена рідиною, схожою на ртуть. У восьмому фільмі Гаррі виймає його з кам'яного басейну, щоб використати для дослідження спогадів Снейпа.

### Самописне перо
Самописне перо — це стенографічний інструмент, перо якого зачакловане для того, щоб писати все під диктування власника, але у вигідній для нього стороні. Часто текст відрізняється від того, що продиктував автор. Ці пера бувають різноманітних форм і кольорів. Перо використовує Ріта Скітер коли бере інтерв'ю у Гаррі Поттера перед Тричаклунським турніром та коли бере інтерв'ю в Батільди Беґшот для книги Життя та сміття Албуса Дамблдора. Відомо, що самописне перо Ріти Скітер має зелений кислотний колір.

## Зілля

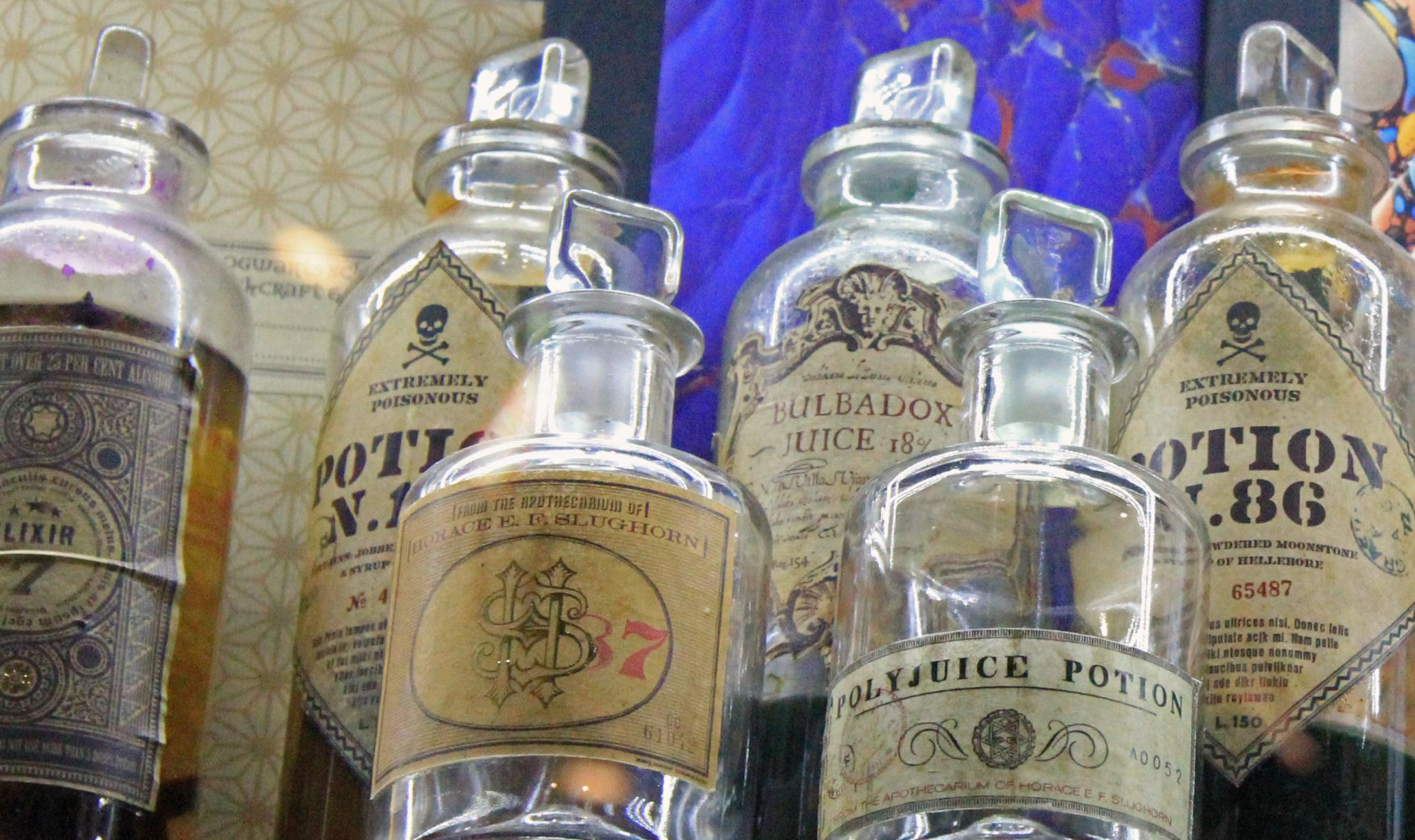

### Амуртензія
Амуртензія — зілля, що викликає у людини, яка випила його, почуття захоплення об'єктом, чиї частинки (волосся і нігті) були додані в зілля. Ось як Горацій Слизоріг відгукується про результат прийняття Амуртензії:
"… Зрозуміло, насправді Амуртензія не створює любові. Любов неможливо ні сфабрикувати, ні зімітувати. Ні, цей напій просто викликає сильне захоплення, аж до залежності … "
Пахне для кожного по-різному, викликаючи в пам'яті найприємніші аромати для людини. З часом дія Амуртензії проходить сама по собі, залишаючи людину в розгубленості і подиві.

### Вовкотрута
Вовча протиотрута (аконітове зілля, Антилікантропне зілля) — досить складне за складом і приготуванням зілля, покликане полегшувати перевертням дні трансформації. Перевертень приймає зілля кілька днів до і під час повного місяця, і після перетворення зберігає людську свідомість, стаючи просто спокійним нешкідливим вовком. Таку протиотруту готував Северус Снейп для Ремуса Люпина, коли той працював у Гогвортсі. Відомий винахідник протиотрути — Дамокл Белбі.

### Багатозільна настійка
Багатозільна настійка — це зілля, яке перетворює того, хто його випив, на людину, частинки тіла якої добавлені у неї. Вперше згадувалась у книзі «Гаррі Поттер і Таємна кімната», де Гаррі Поттер, Герміона Грейнджер і Рон Візлі зробили її, щоб пробратись у слизеринську вітальню. Але Герміона сплутала волосся Мілісент Булстроуд з кошачою шерстю. Через це її голова вкрилась шерстю, а ззаду виріс хвіст. Також ця настійка згадується у книгах Гаррі Поттер і Келих вогню (Барті Кравч використовує її, щоб стати схожим на Дикозора Муді), Гаррі Поттер і Напівкровний Принц (Драко Мелфой використовує її, щоб перетворювати Креба і Гойла на різних учнів), Гаррі Поттер і смертельні реліквії (Гаррі, Рон і Герміона використовують її, щоб пробратися спочатку в Міністерство магії, а потім у банк Ґрінґотс).